# Guadalupien
Stratigraphie
Cisuralien Loping'ien
| Période     | Époque        | Étage         | Âge (Ma)       |
| ----------- | ------------- | ------------- | -------------- |
| Trias       | inférieur     | Induen        | plus récent    |
| Permien     | Lopingien     | Changhsingien | 251,902–254,14 |
| Permien     | Lopingien     | Wuchiapingien | 254,14–259,51  |
| Permien     | Guadalupien   | Capitanien    | 259,51–264,28  |
| Permien     | Guadalupien   | Wordien       | 264,28–266,9   |
| Permien     | Guadalupien   | Roadien       | 266,9–273,01   |
| Permien     | Cisuralien    | Koungourien   | 273,01–        |
| Permien     | Cisuralien    | Artinskien    | –290,1         |
| Permien     | Cisuralien    | Sakmarien     | 290,1–293,52   |
| Permien     | Cisuralien    | Assélien      | 293,52–298,9   |
| Carbonifère | Pennsylvanien | Gzhélien      | plus ancien    |

Le Guadalupien ou Guadalupéen est une série ou époque géologique du Permien dans l'ère paléozoïque. Elle doit son nom aux Guadalupe Mountains au Texas, nommées d'après la rivière espagnole Guadalupe.
Le Guadalupien se décompose en trois étages, :
- le Capitanien (265,1 ± 0,4 - 259,9 ± 0,4 Ma)
- le Wordien (268,8 ± 0,5 - 265,1 ± 0,4 Ma)
- le Roadien (272,3 ± 0,5 - 268,8 ± 0,5 Ma)

Cette époque est caractérisée par des récifs coralliens florissants et, sur terre, le remplacement des pélycosaures par les premiers thérapsides.